# Aleksandra Jabłonowska
Aleksandra Jabłonowska – polska prawniczka, radca prawny, urzędnik państwowy, w latach 2016–2017 pełniąca obowiązki Głównego Geodety Kraju.

## Życiorys
W 2005 ukończyła studia prawnicze na Wydziale Prawa i Administracji Uniwersytetu Warszawskiego. Odbyła następnie aplikację radcowską w Okręgowej Izbie Radców Prawnych w Warszawie i w 2014 uzyskała uprawnienia radcy prawnego.
Pracowała w Ministerstwie Transportu i Budownictwa, Ministerstwie Infrastruktury oraz Narodowym Funduszu Ochrony Środowiska i Gospodarki Wodnej. Objęła następnie kierownictwo nad Departamentem Prawno-Legislacyjnym Służby Geograficznej i Kartograficznej. Po dymisji Głównego Geodety Kraju Kazimierza Bujakowskiego tymczasowo przejęła jego obowiązki z dniem 4 sierpnia 2016. 14 stycznia 2017 przekazała tymczasowe pełnienie obowiązków Grażynie Kierznowskiej i zakończyła urzędowanie.
Jest mężatką, zna język angielski i francuski.